# Norbertinessenklooster

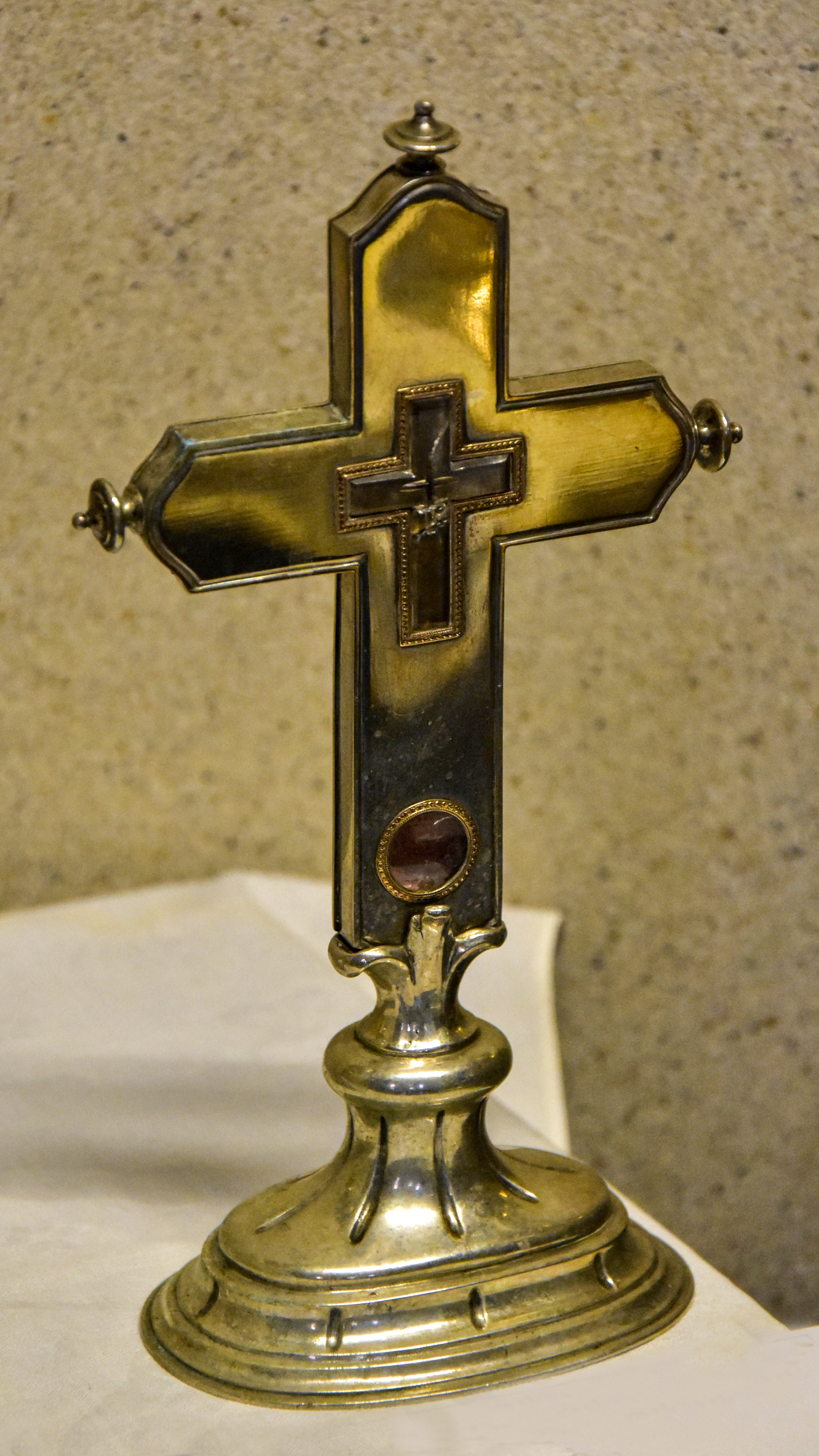
Zilveren reliekkruis uit het Norbertinessenklooster (bewaard in de Sint-Pieterskerk te Rekem)

Het Norbertinessenklooster was een klooster van norbertinessen in de Belgische deelgemeente Rekem, meer bepaald in de historische kern Oud-Rekem. De kloostergebouwen lagen in de hoek gevormd door de straten Populierenlaan en Kanaal en het domein van het klooster strekte zich uit voorbij de huidige Zuid-Willemsvaart, tot aan de weg die naar Herbricht leidt. De locatie werd toevallig ontdekt tijdens werken in 1972.

## Historiek
De norbertinessen verbleven van 1140 tot 1797 in Rekem, toen een van de landheren van Bronckhorst landheer van de heerlijkheid Radekeim was, vermoedelijk Gijsbert I van Bronckhorst. Hij was in het bezit gekomen van Rekem door zijn huwelijk met Hedwige, de dochter van Arnold van Rekem, een van de oudste landheren van Rekem. Hij of zijn zuster Ermgard waren de stichters van het armenhuis. Voor de stichting van het klooster deed men beroep op de abt van de abdij van Corneliënberg die reeds in 1140 Norbertinessen naar Rekem stuurde. In 1288 trokken de monniken van Corneliënberg naar de abdij van Beaurepart.
De kloosterzusters kozen hun eigen priorin en behoorden tot een contemplatieve orde. Hun dagen brachten ze door in afzondering en gebed en met handenarbeid. De heilige Magdalena was hun patrones. Hun reguliere overste was eerst de abt van de abdij van Corneliënberg en vanaf 1288 de abt van de abdij van Beaurepart. Voor het bestuur van het klooster wees de abt een priorin aan.

## Het klooster
In de eerste periode na de stichting beschikten de zusters over een gasthuis met een visvijver waarin zij vissen kweekten voor hun onderhoud. In het gasthuis werden zieken, armen en ouderlingen verzorgd. Toen later godshuizen werden opgericht werd het gasthuis een onderkomen voor reizigers en vreemdelingen. Verder beschikten de zusters over een kloosterkerk toegewijd aan Magdalena, een pachthoeve, hoven en weiden. De overkant van de Ziepbeek werd bereikt via een valbrug. De funderingen van de kloosterkerk werden in 1972 blootgelegd.
Gijsbert I schonk de zusters een deel van zijn bezittingen waaronder onder meer de kerktienden van Rekem en drie bunders akkerland ter bebouwing.

### Stichtingsakte
Gijsbert stichtte een armenhuis om bedreven onrecht te herstellen. Hoogstwaarschijnlijk had hij, zoals andere tijdgenoten, zich tijdens deze periode meester gemaakt van goederen die door Pepiniden en Karolingers aan kerken en abdijen waren geschonken. In de stichtingsakte liet hij vermelden:

Het geven van aalmoezen is een geneesmiddel voor bedreven zonden en een beschutting om komende straffen te ontgaan. Ook het Evangelie vermaant ons, dat wij ons met onrechtmatige rijkdommen vrienden moeten winnen, die ons in de eeuwige woonplaatsen zullen helpen opnemen. De armen van geest kunnen wij tot onze voorsprekers maken, we kunnen hun vriendschap winnen en daarom wil ik in mijn domein een gasthuis voor armen stichten.

### Het klooster en de onlusten tijdens de 16e en 17e eeuw
Keizer Karel V bekrachtigde op 27 maart 1544 alle privilegiën en vrijstellingen die door keizers en landheren van Rekem aan het klooster waren toegekend.
Tijdens het beleg van Maastricht in 1579 werd het klooster verwoest. Herman d'Aspremont-Lynden-Reckheim, landheer van de baronie Rekem, liet het op zijn kosten herstellen en bouwde bij het altaar van de kloosterkerk een grafkelder voor hem en zijn familie. In 1610 waren het de troepen van Maurits van Nassau die voor grote schade zorgden bij de achtervolging van verslagen Oostenrijkers.

### Het klooster als nationaal goed
Nadat Oostenrijkers en Fransen mekaar als machthebbers in deze streek afwisselden (Slag bij Jemappes in 1792, Slag bij Neerwinden in 1793 en de Slag bij Fleurus in 1794) waren het de Franse revolutionairen die het klooster als nationaal goed verkochten. De kloosterzusters werden op 19 februari 1797 verdreven en verlieten met pastoor Salm voor de derde maal het klooster. Blijkbaar hechtte de nieuwe eigenaar niet veel waarde aan de gebouwen die intussen bouwvallig waren en liet ze in 1828 afbreken. Enkele grafstenen uit de kloosterkerk zijn te zien op het erepark van het kerkhof van de oude Sint-Agneskerk te Bunde.

## Bodemonderzoek in 1972
Bij de aanleg van een afwateringsgreppel langs de oprit (Kanaal genoemd) aan de kanaalbrug Rekem-Uikhoven stootte men op twee geraamtes. Muurresten kwamen tevoorschijn en andere graven, oost-west gericht, die wezen op een geordende begraafplaats. Tussen juni en september 1972 kon men de exacte locatie van het klooster bepalen met zijn kerk en de grafkelders. Vooral de grafkelder van de familie d'Aspremont-Lynden (nu in de Museumkerk Sint-Pieter) en die van de heren van Sombreffe, allen landheren van Rekem, zijn van historische waarde.